# Sayagyi U Ba Khin
Sayagyi U Ba Khin (birmanisch စည်သူ ဦးဘခင်; * 6. März 1899 in Rangun, Myanmar; † 19. Januar 1971 ebenda) war Meditationslehrer für Vipassana-Meditation in der Tradition des Theravada-Buddhismus. 
Heute gibt es mehrere internationale Meditationszentren, die sich auf die Lehrtradition von U Ba Khin berufen. Das Internationale Meditationszentrum in Rangun wurde durch Sayagyi U Ba Khin gegründet. Die direkt hieraus entstandenen Zentren werden heute von U Ba Khins Schülerin Mutter Sayamagyi geleitet.
Zu den Lehrern U Ba Khins zählte Saya Thetgyi, zu seinen bekanntesten Schülern S. N. Goenka.

## Methode des Body Sweeping
Bei der „systematischen Empfindungs-Beobachtung“ (engl. body sweeping ‚Körperdurchkehren‘) von U Ba Khin wird zur Beruhigung des Geistes vor der eigentlichen Vipassanā-Praxis Anapana praktiziert, bei der die Empfindungen um die Nasenlöcher bei jeder Ein- und Ausatmung immer präziser betrachtet werden. Danach wird beim Vipassanā dieses Ansatzes der eigene Körper mit der Achtsamkeit systematisch durchwandert, um die verschiedenen Empfindungsgebiete und, falls sie schmerzlich sind, Spannungsfelder immer unmittelbarer zu erfassen, bis ihre Vergänglichkeit, ihr Ungenügen bzw. ihr Nicht-Selbst auf einer tieferen Ebene verstanden werden. So schwindet zunehmend das unbewusste Ergreifen der Dinge. „Betrachte nur und reagiere nicht“ oder „bleibe gleichmütig im Verstehen der Vergänglichkeit, der Vergänglichkeit, der Vergänglichkeit“.

In Indien wird diese Technik auf Empfehlung des Innenministeriums mittlerweile in den meisten Gefängnissen gelehrt. Studien belegen die positive Wirkung dieses Ansatzes auf Verhalten und Einstellung der Inhaftierten und zeigen Effekte wie z. B. Verringerung des Verlangens nach Rache, Steigerung der Selbstdisziplin und eine harmonischere Beziehung zwischen Wächter und Inhaftiertem.